# Pau, Sardinien
Pau är en ort och kommun i provinsen Oristano i regionen Sardinien i Italien. Kommunen hade 299 invånare (2017).